# جوناثان جليكمان
جوناثان جليكمان (بالإنجليزية: Jonathan Glickman)‏ هو منتج أفلام أمريكي، ولد في 18 مايو 1969 في ديترويت في الولايات المتحدة.

## وصلات خارجية
- جوناثان جليكمان على موقع IMDb (الإنجليزية)
- جوناثان جليكمان على موقع ميوزك برينز (الإنجليزية)
- جوناثان جليكمان على موقع بوكس أوفيس موجو (الإنجليزية)
- جوناثان جليكمان على موقع قاعدة بيانات الفيلم (الإنجليزية)